# Parafia Świętych Apostołów Piotra i Pawła w Nieparcie
Parafia Świętych Apostołów Piotra i Pawła w Nieparcie – parafia rzymskokatolicka, znajdująca się w archidiecezji poznańskiej, w dekanacie krobskim.